# Henri Ecochard
Henri Ecochard (Cholet, 24 de abril de 1923-Levallois-Perret, 3 de abril de 2020) fue un oficial militar francés que sirvió en las Fuerzas Francesas Libres durante la Segunda Guerra Mundial. Es conocido por compilar una lista de luchadores para la Francia libre.

## Biografía
Ecochard nació el 24 de abril de 1923 en Cholet. Su padre era un médico residente en Airvault, que era muy pacifista debido al recuerdo de la Primera Guerra Mundial. Estuvo interesado en las relaciones internacionales desde muy joven. Ecochard asistió al Lycée Descartes en Tours. Antifascista, se opuso a los ideales antiparlamentarios de François de La Rocque. También se opuso al Acuerdo de Múnich, que permitió a Adolf Hitler anexarse los Sudetes desde Checoslovaquia. Cuando finalmente se declaró la guerra en Francia, Ecochard levantó la bandera de Francia frente a la casa de su padre. 
Se rebeló por la pérdida de la Tercera República Francesa en la Batalla de Saumur en 1940. Huyó a Airvault en bicicleta y escuchó el Armisticio del 22 de junio de 1940 en la radio. No escuchó la Llamada del 18 de junio de Charles de Gaulle, sin embargo, escuchó a Winston Churchill apelar a los franceses para continuar luchando junto a los británicos. Fue en bicicleta a La Rochelle, donde un bote lo llevó a Cardiff. 
Fue encarcelado por las autoridades británicas por sospecha de no tener documentos y no hablar inglés. Fue llevado a Londres, donde conoció a Antoine Béthouart, Charles de Gaulle y otros refugiados de las Batallas de Narvik en Noruega. Luego se unió a los soldados de la Francia libre. 
Aunque solo tenía 17 años, mintió sobre su edad para poder unirse a las infanterías de la Francia Libre. Fue uno de los primeros luchadores de la Francia libre, que solo tenía 2900 hombres en julio de 1940. Luego entrenó, defendiendo a las tropas inglesas de los paracaidistas alemanes. Experto en mecánica, también se convirtió en instructor de motocicletas. 
Después de que el Reino Unido ya no estaba en peligro de ser tomado, se unió a la 1.ª División Francesa Libre. Fue enviado a Brazzaville en abril de 1941 para unirse a los Troupes coloniales. Luego fue enviado a Siria, donde luchó contra las tropas que permanecían leales a Vichy Francia. Después de un viaje de cuatro meses desde el Congo francés, solo estaba disponible para el final de la campaña Siria-Líbano. En Damasco, se convirtió en sargento, liderando tropas con vehículos blindados spahi. Después de la campaña de Siria, fue a Egipto y luchó contra el Afrika Korps comandado por el general Erwin Rommel. En 1942, participó en la Segunda Batalla de El Alamein, la Batalla de Bir Hakeim y la campaña tunecina, siguiendo las órdenes de Philippe Leclerc de Hauteclocque. Realizó redadas en camiones de suministros para Afrika Korps. 
En 1944, se unió al 1.er Regimiento de Artillería como oficial de observación y aprendió a volar aviones de reconocimiento. Participó en la artillería durante la campaña italiana, la Operación Dragón y la liberación de Tolón, Marsella y Lyon . Fue dado de alta el 30 de junio de 1945 y regresó a la vida civil. Después de su servicio militar, fue contratado por Royal Dutch Shell. 
Después de retirarse de Shell, compiló una lista de los que participaron en las Fuerzas Francesas Libres. La lista contenía 53.079 nombres en su edición final, y se denominó "Lista de Ecochard".

## Muerte
Murió el 3 de abril de 2020 en Levallois-Perret a la edad de 96 años debido a COVID-19 causado por el virus del SARS-CoV-2 durante la pandemia de enfermedad por coronavirus.